# Chandler & Co
Chandler & Co è una serie televisiva poliziesca britannica, creata e scritta da Paula Milne, che è stata trasmessa per la prima volta sul canale BBC1 il 12 luglio 1994 e che è stata trasmessa per due stagioni. La serie è interpretata da Catherine Russell nei panni di Elly Chandler, un detective privato che gestisce la sua agenzia. Nella prima stagione, lavora al fianco della cognata Dee Tate (Barbara Flynn). Nella seconda stagione, Tate viene sostituita da Kate Phillips (Susan Fleetwood), un'ex cliente diventata dipendente. Peter Capaldi, Struan Rodger e Ann Gosling sono tutti co-protagonisti nella prima stagione. 
A parte Russell, la seconda stagione era composta da un cast completamente diverso, con Graham McGrath, Eloise Brown ed Adrian Lukis tra i nuovi membri del cast. Entrambe le stagioni sono state prodotte da Ann Skinner. Le recensioni indipendenti della serie sono state contrastanti, tuttavia The Consulting Detective ha detto della serie; "Chandler & Co è una serie meravigliosamente secca, spiritosa e allo stesso tempo veritiera su due donne che trovano il loro posto nel mondo. È una gioia da guardare e può tenere il mento in alto nella cavalcata di drammi polizieschi che sono passati prima e dopo
". Dopo anni in cui non sono stati disponibili in alcun formato commerciale, entrambe le stagioni sono state rilasciate in un cofanetto DVD da quattro dischi il 5 ottobre 2015, tramite Simply Media.

## Episodi

### Stagione 1 (1994)
| nº | Titolo originale              | Prima TV       |
| -- | ----------------------------- | -------------- |
| 1  | On the Job                    | 12 luglio 1994 |
| 2  | Wild Justice                  | 19 luglio 1994 |
| 3  | Past Imperfect                | 26 luglio 1994 |
| 4  | The Devil You Know            | 2 agosto 1994  |
| 5  | Family Matters                | 9 agosto 1994  |
| 6  | Those Who Trespass Against Us | 16 agosto 1994 |

### Stagione 2 (1995)
| nº | Titolo originale   | Prima TV         |
| -- | ------------------ | ---------------- |
| 1  | High Pressure      | 28 luglio 1995   |
| 2  | The American Dream | 4 agosto 1995    |
| 3  | Money for Nothing  | 11 agosto 1995   |
| 4  | No Tomorrow        | 18 agosto 1995   |
| 5  | Lost and Found     | 25 agosto 1995   |
| 6  | End of Term        | 1 settembre 1995 |